# Антелао
Антелао (Antelao) е вторият по височина връх на Доломитовите Алпи (3263 м). По аналогия с Мармолада – „Кралицата на Доломитите“ е наричан „Крал на Доломитите“. Издига се в източния край на този алпийски дял над долините на Бойте и Пияве, в скалистия масив Мармароле. Достъпен е от селата Сан Вито ди Кадоре и Калалцо, а най-близкото по-голямо селище е курортът Кортина д'Ампецо (на северозапад). За разлика от други близки върхове Антелао не е така посещаван от туристи, тъй като няма лифтове, с които да се улеснява изкачването му. Обаче е любим на алпинистите, защото е с отвесни стени от доломити и варовици, по които са прокарани множество катерачески турове.
Върхът има четири наименовани високи точки, между които: Антелао (3263 м), Менини (3177 м), Киджиато (3163 м) и Фантон (3142 м). От североизточната му страна има малък ледник, който почти се е разтопил в резултат на глобалното затопляне. Вал д'Отен, която отстои на север, е дива трогова долина, заобиколена от върхове като крепости. Тя представлява голям интерес за географите.
Първото регистрирано изкачване е на австрийския алпинист Паул Громан през 1863 г.